# Solopaca spumante
Il Solopaca spumante è un vino DOC la cui produzione è consentita nella provincia di Benevento.

## Caratteristiche organolettiche
- colore: paglierino chiaro-spuma fine e persistente.
- odore: vinoso, caratteristico.
- sapore: tipico, sapido.

## Produzione
Provincia, stagione, volume in ettolitri
- Benevento  (1995/96)  157,05